# ルミエール (ディスカウントストア)
ルミエールは、福岡市博多区に本社を置く三角商事株式会社が運営する福岡県内に展開するディスカウントストアである。

## 概要
当初は貸衣装業を営んでいたが、新事業の模索中に前社長の三角光徳（2000年6月26日死去）が「ロヂャース」の名称でディスカウントストアを展開している北辰商事のことを知り、1978年5月に同社創業者の太田実を訪問する。太田から「いつでも修業においで」と言われた光徳は1978年10月に、弟で現社長の勝信と相次いで上京し、太田の自宅で泊まり込み修業をした。その後、太田から事実上の「暖簾分け」を受け、福岡で「ロヂャース」を展開。2004年11月に店舗ブランドをフランス語で「光」を意味する「ルミエール」へと刷新した。
2015年、本社機能を苅田から福岡市の現本社に移転した。
近年、一部商品ではあるがロヂャースのプライベートブランドである「mykai」商品の取り扱いを始めている。

## 店舗
- 苅田店　京都郡苅田町大字二崎118-2
- 行事店　行橋市行事4丁目508-3

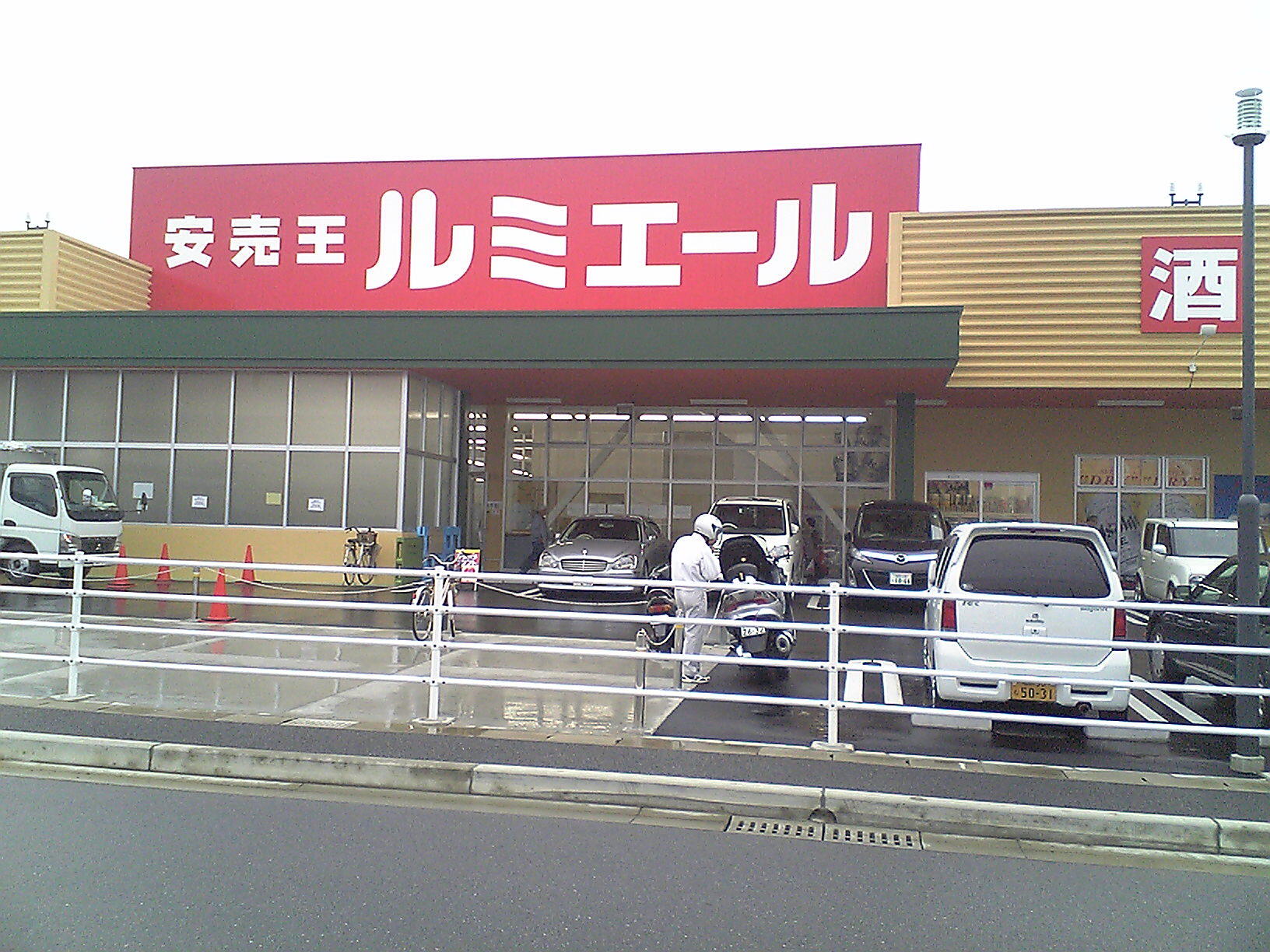
ルミエール今宿店
（福岡市西区）

  - 当初、苅田店のリニューアル中に代替の仮店舗として営業を始めたものだが、苅田店のリニューアル完了後も存続を求める地域住民の署名活動により通常の店舗として営業を続けることになった。
- 田川店　田川市大字川宮1181-1
- 遠賀店　遠賀郡遠賀町大字今古賀499-1
- 水巻店　遠賀郡水巻町立屋敷1丁目15番56号
- 直方店　直方市感田字中牟田1500
- 小倉南店　北九州市小倉南区徳吉西1丁目5番11号
- 穂波店　飯塚市楽市624
- 宮田店　宮若市本城1135-1
- 赤間店　宗像市大字稲元西ヶ崎1171
- 福津店　福津市花見が丘2丁目18番35号
- 古賀店　古賀市天神4丁目9番34号
- 椎田店　築上郡築上町大字東八田136-1
- 上津バイパス店　久留米市藤光1丁目4番1号
- 大川店　大川市向島字六反田1630-1
- 太宰府店　太宰府市大佐野1丁目10番1号
- 箱崎店　福岡市東区箱崎4丁目7番55号（ボックスタウン箱崎1階）
- 東那珂店 福岡市博多区東那珂1丁目14番46号
- 今宿店  福岡市西区今宿町79番1
- 春日店  春日市白水北3丁目91番1
- 筑紫野店　筑紫野市美しが丘南1丁目12-1（筑紫野ベレッサ1階）
- 志免店　糟屋郡志免町志免中央3-4-1
- 小倉駅前店　北九州市小倉北区京町3丁目1－1（小倉駅前アイム地下1階）